# Gallipoli Calcio
Gallipoli Calcio este un club de fotbal din Italia care evoluează în Serie B.

## Lotul sezonului 2009-2010
| Nr. |          | Poziție | Jucător                                     |
| --- | -------- | ------- | ------------------------------------------- |
| 1   | Italia   | P       | Carlo Sciarrone                             |
| 2   | Italia   | F       | Daniele Daino                               |
| 3   | Uruguay  | F       | Pablo Pallante (on loan from Cerro)         |
| 4   | Italia   | A       | Alex Pederzoli                              |
| 5   | Uruguay  | M       | Agustín Viana                               |
| 6   | Italia   | M       | Roberto D'Aversa                            |
| 7   | Italia   | A       | Samuel Di Carmine (on loan from Fiorentina) |
| 8   | Italia   | M       | Manuel Mancini (on loan from Siena)         |
| 9   | Italia   | A       | Francesco Di Gennaro                        |
| 10  | Italia   | A       | Ciro Ginestra                               |
| 11  | Franța   | M       | David Mounard                               |
| 12  | Slovenia | P       | Jan Koprivec (on loan from Udinese)         |
| 17  | Italia   | M       | Alessandro Moro                             |
| 18  | Italia   | F       | Aliberto Cota                               |

| Nr. |           | Poziție | Jucător                                         |
| --- | --------- | ------- | ----------------------------------------------- |
| 19  | Uruguay   | F       | Cristian Sosa (on loan from Defensor Sporting)  |
| 20  | Serbia    | F       | Vlado Šmit                                      |
| 21  | Italia    | F       | William Pianu                                   |
| 22  | Italia    | F       | Matteo Abbate                                   |
| 23  | Italia    | M       | Davide Mandorlini                               |
| 24  | Italia    | M       | Marco Taurino                                   |
| 25  | Italia    | M       | Massimiliano Scaglia                            |
| 27  | Argentina | A       | Leandro Depetris                                |
| 30  | Nigeria   | A       | Isah Eliakwu                                    |
| 28  | Albania   | M       | Lisjan Azizolli                                 |
| 40  | Italia    | F       | Luca Franchini                                  |
| 46  | Italia    | A       | Piergiuseppe Maritato (on loan from Fiorentina) |
| 77  | Italia    | F       | Alessandro Grandoni (on loan from Livorno)      |
| 84  | Argentina | P       | Matías Garavano                                 |